# Philip de Malpas Grey Egerton
Pour les articles homonymes, voir Grey et Malpas (homonymie).
Philip de Malpas Grey Egerton (13 novembre 1806 – 6 avril 1881), 10e baronnet, est un paléontologue britannique.

## Biographie

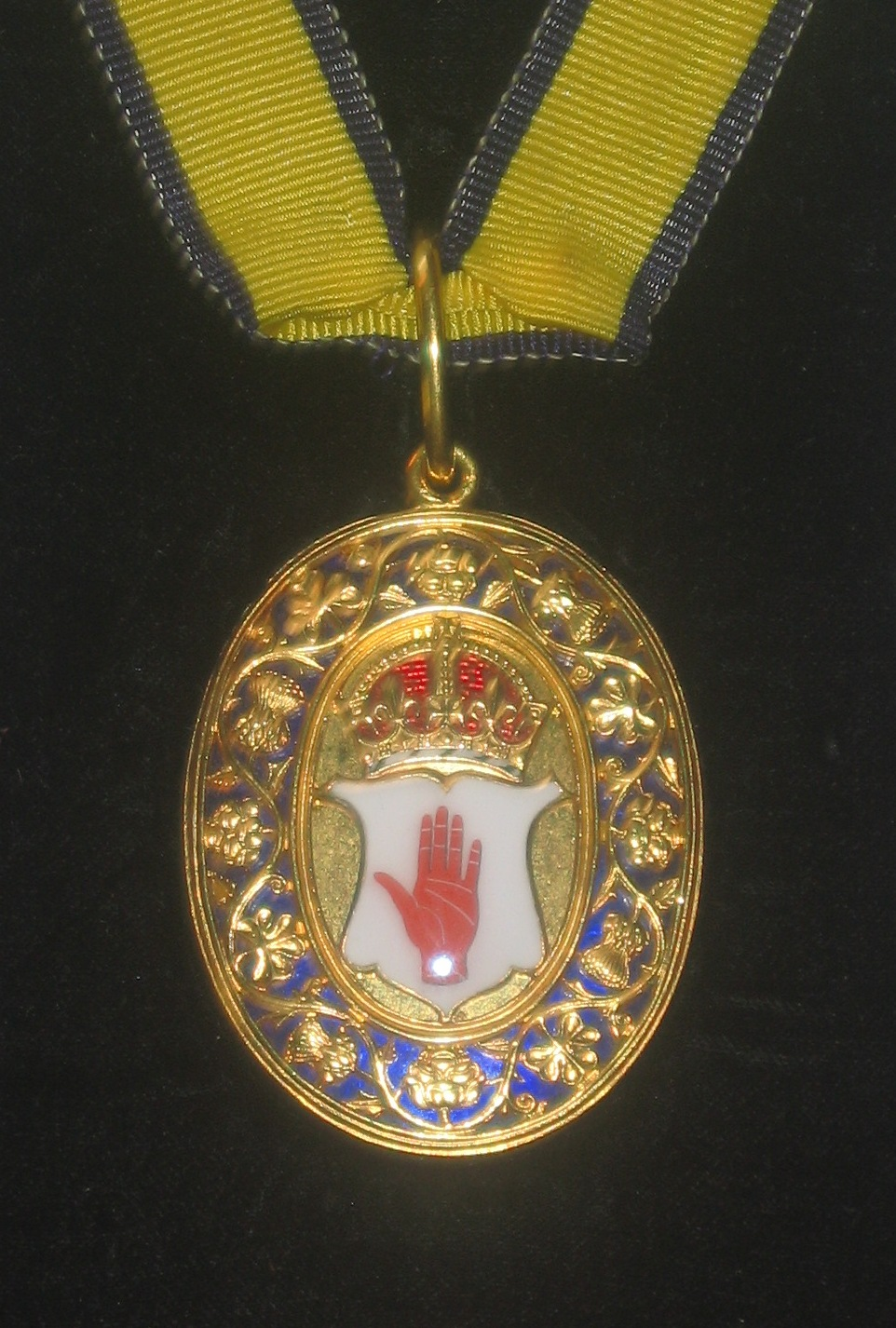
Insigne de Baronnet

Il suit des études au Christ Church à Oxford où son intérêt pour la géologie est éveillé par les lectures du Very Revd William Buckland et par sa fréquentation du Very Revd William Conybeare.
Il voyage avec le Lord Cole (l'héritier apparent du comte d'Enniskillen) en Suisse et y rencontre Louis Agassiz à Neuchâtel, ce qui le conduit à effectuer une étude des fossiles de poissons. Durant les cinquante années suivantes, ils rassemblent deux des plus grandes et belles collections privées, celle de Grey Egerton se trouve à Oulton Park dans le village de Tarporley dans le Cheshire.
Grey Egerton décrit la structure et les affinités de nombreuses espèces dans des publications de la Geological Society of London, le Geological Magazine et les Decades of the Geological Survey. En reconnaissance de ses services la médaille Wollaston lui est décernée par cette société savante en 1873. Il est élu Fellow de la Royal Society (F.R.S.) en 1831, et est nommé administrateur du British Museum.
Il est élu au Parlement britannique en 1830, représentant la circonscription de South Cheshire de 1835 à 1868 et la circonscription de North Cheshire de 1868 à 1881. 
Philip Grey Egerton meurt le 6 avril 1881 à Londres et sa collection de fossiles de poissons est maintenant au British Museum.